# Se telefonando (Nek)
Se telefonando è un singolo del cantautore italiano Nek, pubblicato l'8 maggio 2015 come secondo estratto dal dodicesimo album in studio Prima di parlare.

## Descrizione
Si tratta della reinterpretazione dell'omonimo brano inciso da Mina nel 1966, presentata per la prima volta al Festival di Sanremo 2015, al termine del quale ha vinto il premio "Miglior esibizione cover".

## Video musicale
Il videoclip, diretto da Gaetano Morbioli e girato a Verona, è stato pubblicato il 15 maggio 2015 attraverso il canale YouTube della Warner Music Italy.

## Tracce
Testi e musiche di Maurizio Costanzo, Ennio Morricone e Ghigo De Chiara.
1. Se telefonando – 2:56

## Formazione
Musicisti
- Filippo Nek Neviani – voce, basso
- Max Elli – chitarra elettrica, tastiera
- Chicco Gussoni – chitarra elettrica
- Luca Chiaravalli – pianoforte, tastiera, programmazione
- Gianluigi Fazio – tastiera, programmazione, cori, introduzione aggiuntiva di chitarra
- Emiliano Bassi – batteria
- Massimo Zanotti – arrangiamento ottoni e orchestra
- Serafino Tedesi – violino
- Andrea Riccardo Anzalone – violoncello

Produzione
- Filippo Nek Neviani – produzione
- Luca Chiaravalli – produzione, registrazione
- Marco Barusso – registrazione, missaggio
- Dario Valentini, Giordano Colombo – assistenza tecnica
- Antonio Baglio – mastering

## Classifiche
| Classifica (2015) | Posizione massima |
| ----------------- | ----------------- |
| Italia            | 48                |
| Italia (airplay)  | 14                |